# Coolus
Pour les articles homonymes, voir Coolus (homonymie).
Coolus (prononcé [kɔly]) est une commune française, située dans le département de la Marne en région Grand Est.

## Géographie
| Villers-le-Château | Compertrix      |       |
|                    | Coolus          | Sarry |
| Cheniers           | Écury-sur-Coole |       |

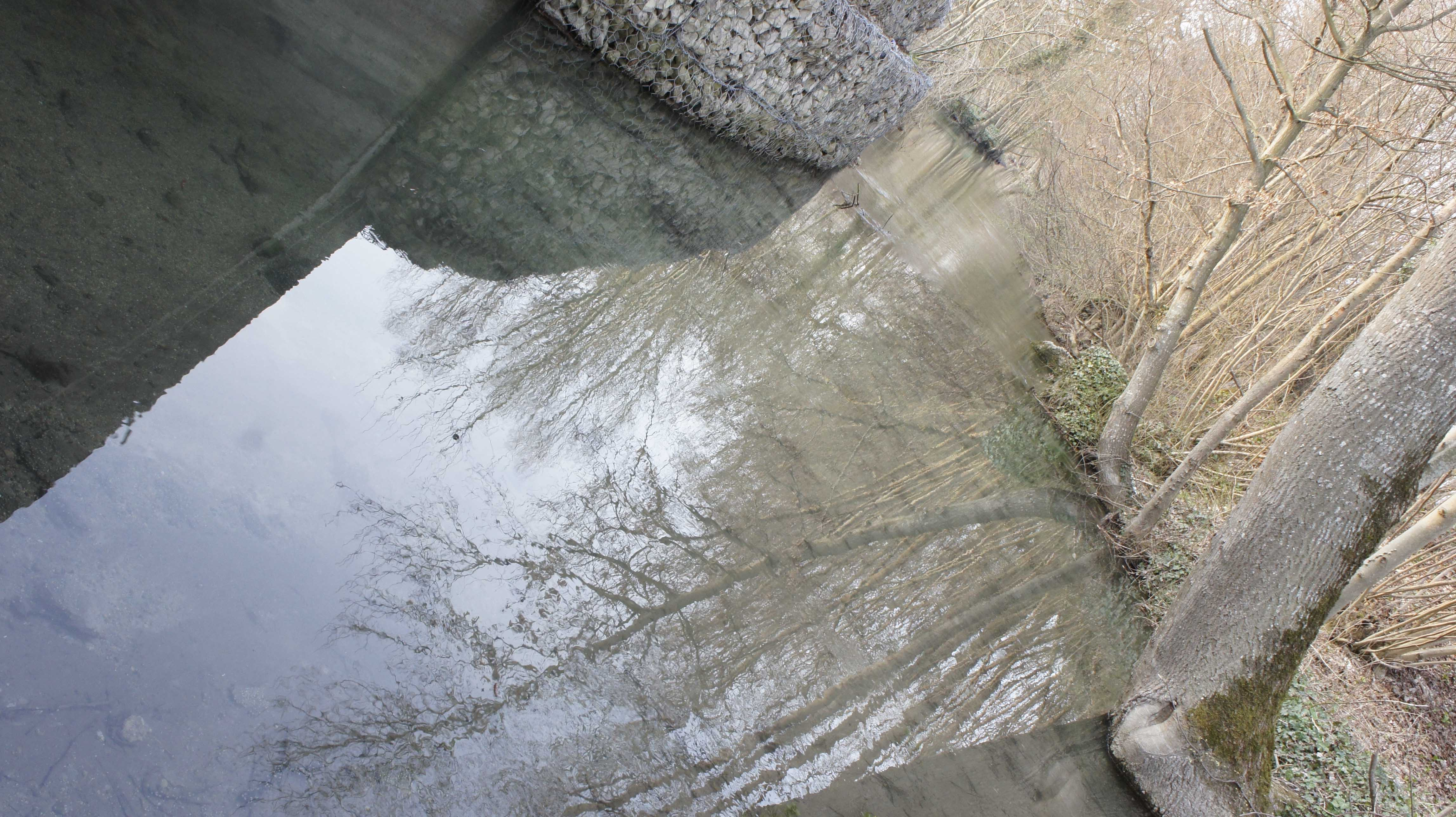
La Coole.

La commune se trouve sur le cours de la rivière Coole.

### Hydrographie
La commune est dans la région hydrographique « la Seine de sa source au confluent de l'Oise (exclu) » au sein du bassin Seine-Normandie. Elle est drainée par la Marne, la Coole, le canal 01 de la commune de Coolus et divers autres petits cours d'eau,.
La Marne  prend sa source sur le plateau de Langres, dans la commune de Saints-Geosmes (Haute-Marne) et se jette dans la Seine entre Charenton-le-Pont et Alfortville (Val-de-Marne) dans le quartier de Conflans-l'Archevêque. 
La Coole, d'une longueur de 30 km, prend sa source dans la commune de Coole et se jette  dans la Marne à Compertrix, après avoir traversé dix communes. Les caractéristiques hydrologiques de la Coole sont données par la station hydrologique située sur la commune de Coolus. Le débit moyen mensuel est de 0,557 m3/s. Le débit moyen journalier maximum est de 3,17 m3/s, atteint lors de la crue du 16 mars 2020. Le débit instantané maximal est quant à lui de 3,18 m3/s, atteint le même jour.

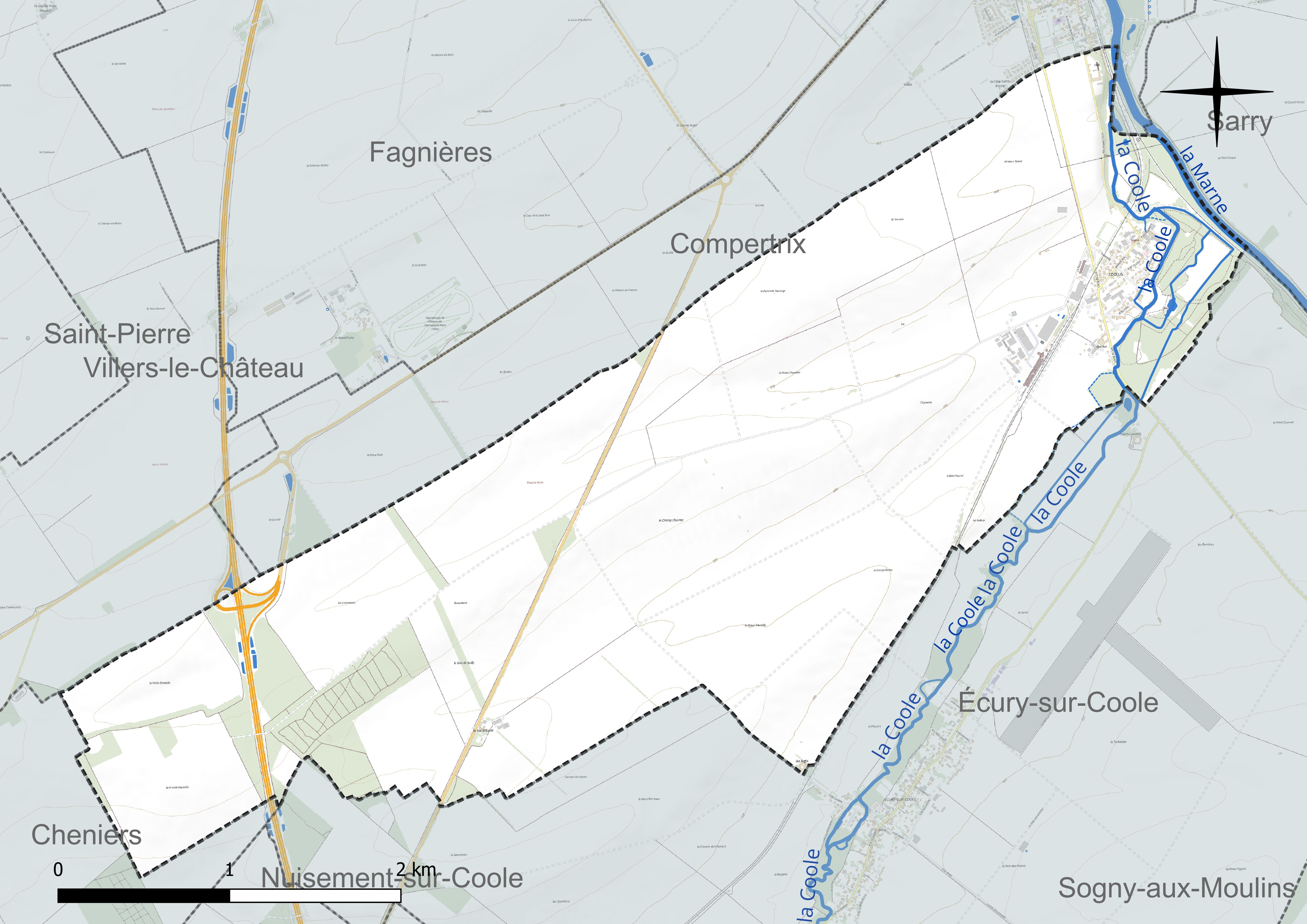
Réseau hydrographique de Coolus.

### Climat
Pour des articles plus généraux, voir Climat du Grand Est et Climat de la Marne.
En 2010, le climat de la commune est de type climat océanique dégradé des plaines du Centre et du Nord, selon une étude du Centre national de la recherche scientifique s'appuyant sur une série de données couvrant la période 1971-2000. En 2020, Météo-France publie une typologie des climats de la France métropolitaine dans laquelle la commune est exposée à un climat océanique altéré et est dans la région climatique  Nord-est du bassin Parisien, caractérisée par un ensoleillement médiocre, une pluviométrie moyenne régulièrement répartie au cours de l’année et un hiver froid (3 °C). 
Pour la période 1971-2000, la température annuelle moyenne est de 10,5 °C, avec une amplitude thermique annuelle de 15,9 °C. Le cumul annuel moyen de précipitations est de 667 mm, avec 11,1 jours de précipitations en janvier et 8,2 jours en juillet. Pour la période 1991-2020, la température moyenne annuelle observée sur la station météorologique de Météo-France la plus proche, « Fagnières-Inra », sur la commune de Fagnières à 5 km à vol d'oiseau, est de 11,2 °C et le cumul annuel moyen de précipitations est de 632,3 mm. 
La température maximale relevée sur cette station est de 41,8 °C, atteinte le 25 juillet 2019 ; la température minimale est de −21 °C, atteinte le 6 janvier 1985,,. 
Les paramètres climatiques de la commune ont été estimés pour le milieu du siècle (2041-2070) selon différents scénarios d'émission de gaz à effet de serre à partir des nouvelles projections climatiques de référence DRIAS-2020. Ils sont consultables sur un site dédié publié par Météo-France en novembre 2022.

## Urbanisme

### Typologie
Au 1er janvier 2024, Coolus est catégorisée commune rurale à habitat dispersé, selon la nouvelle grille communale de densité à sept niveaux définie par l'Insee en 2022.
Elle est située hors unité urbaine. Par ailleurs la commune fait partie de l'aire d'attraction de Châlons-en-Champagne, dont elle est une commune de la couronne,. Cette aire, qui regroupe 97 communes, est catégorisée dans les aires de 50 000 à moins de 200 000 habitants,.

### Occupation des sols
L'occupation des sols de la commune, telle qu'elle ressort de la base de données européenne d’occupation biophysique des sols Corine Land Cover (CLC), est marquée par l'importance des territoires agricoles (86,7 % en 2018), une proportion sensiblement équivalente à celle de 1990 (87,2 %). La répartition détaillée en 2018 est la suivante : 
terres arables (86,7 %), forêts (5 %), milieux à végétation arbustive et/ou herbacée (4,2 %), zones urbanisées (4,1 %). L'évolution de l’occupation des sols de la commune et de ses infrastructures peut être observée sur les différentes représentations cartographiques du territoire : la carte de Cassini (XVIIIe siècle), la carte d'état-major (1820-1866) et les cartes ou photos aériennes de l'IGN pour la période actuelle (1950 à aujourd'hui).

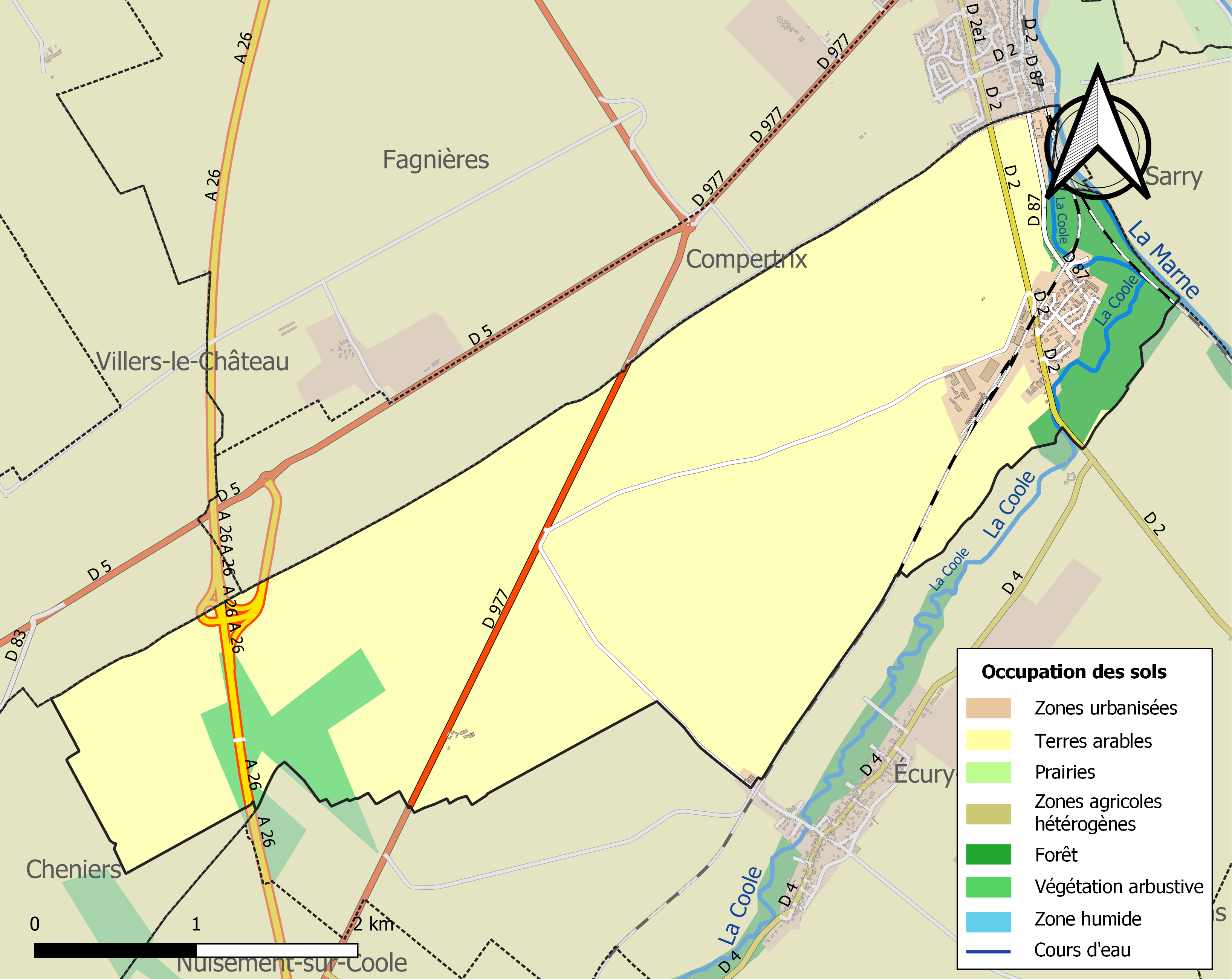
Carte des infrastructures et de l'occupation des sols de la commune en 2018 (CLC).

## Toponymie
Le lieu est attesté sous plusieurs formes anciennes : Coslus (869) ; Coslud (1158) ; Cosluz (1180) ; Cooluz (1185) ; Corlus (1195) ; Collud (1253) ; Coullus (1308) ; Coulus (1383) ; Coelus (1384) ; Colux (1405) ; Colux (1405) ; Coolus (1508) ; Coulu (1636) ; Collus (1801).
La rivière Coole (dont la graphie était encore assez récemment Cosle ou Côle) est une rivière du département de la Marne, affluent de la Marne et donc sous-affluent de la Seine, elle coule jusqu'à Coolus, où elle se jette dans la Marne. Le terme proviendrait du gaulois coslo- signifiant « coudrier, noisettier ».

## Histoire
On y a trouvé en 1873 le premier exemplaire d'un casque gaulois et romain, auquel le village a donné son nom. Il est depuis conservé au British Museum,,,,,.
Macaire, chevalier de Coolus, vivait en 1189 et avant lui en 1173, Helwide, dame de Coolus, figurent parmi les bienfaiteurs du prieuré de Vinetz.
La famille Mathé acquit ce village dès le XVIe siècle, puis le partagea avec les Morel de Vitry-le-François auxquels avait succédé, en 1724, M. de Sailly. Bientôt M. Mathé acquit la totalité et le domaine passa par mariage à une branche de la maison de Gauville, famille originaire de Normandie et qui existait encore au XIXe siècle. Le château fut démoli en 1722 et ses matériaux employés aux réparations qu'on faisait alors à Toussaint. On en a rebâtit un peu après (détruit en 2009 par la communauté d'agglomération), que posséda encore la famille Le Rebours jusqu'au XXe siècle. Le baron Henri d'Halloy, époux Le Rebours, acheta le château en 1911. Pendant la Seconde Guerre mondiale, les Allemands et les Anglais qui occupaient le terrain d'aviation d'Ecury-sur-Coole s'y installèrent successivement. La Cense de Beauregard existait sur cette paroisse, appartenant à la famille Lallemand de L'Estrée puis par mariage à la famille de Mordant de Massiac. C’est aujourd'hui un petit château moderne.
L'église ne remonte pas au-delà du XVe siècle, date du chœur et d'une partie des transepts. Les nefs sont de la Renaissance. Leurs voûtes sont soutenues par de grosses colonnes rondes, à larges basses, avec de beaux chapiteaux polygonaux. La tour du clocher est carrée, avec ouvertures ogivales. Le 17 juin 1956, monseigneur Pierrard devait procéder au baptême des cloches de l'église. Classé aux monuments historiques, le vitrail (XVIe siècle) situé dans le bras nord du transept représente la charité de saint Martin. Le procès-verbal de la visite épiscopale de 1724 reproche, comme vice dominant des habitants du village, la danse,.

## Politique et administration
| Période | Période                      | Identité                        | Étiquette | Qualité                                                          |
| ------- | ---------------------------- | ------------------------------- | --------- | ---------------------------------------------------------------- |
| 1792    | 1793                         | Nicolas Hotelin                 |           |                                                                  |
| 1793    | An III                       | Claude Rémy                     |           | officier public et curé                                          |
| An III  | An IV                        | Jean-Baptiste Dominé            |           | officier public et maître d'école                                |
| An IV   | An V                         | Nicolas Hotelin                 |           | officier public                                                  |
| An V    | An VIII                      | Jean-Baptiste Dominé            |           | officier public et maître d'école                                |
| An VIII | 1811                         | Eustache de Gauville            |           |                                                                  |
| 1811    | 1815                         | Théodore Pein                   |           |                                                                  |
| 1815    | 1825                         | Charles Noël                    |           |                                                                  |
| 1825    | 1831                         | Alexandre de Mordant de Massiac |           | Comte de Mordant, marquis de Massiac Chevalier du Saint-Sépulcre |
| 1831    | 1833                         | Barthélemy Blion                |           |                                                                  |
| 1833    | 1837                         | Charles Athanase Ollivier       |           |                                                                  |
| 1837    | 1860                         | Alexandre de Mordant de Massiac |           |                                                                  |
| 1860    | 1871                         | Eugène Beuzard                  |           |                                                                  |
| 1871    | 1879                         | Odoard Le Rebours               |           |                                                                  |
| 1879    | 1884                         | Alfred Dominé                   |           |                                                                  |
| 1884    | 1896                         | Odoard Le Rebours               |           |                                                                  |
| 1896    | 1900                         | Auguste Noël                    |           |                                                                  |
| 1900    | 1908                         | Charles Le Rebours              |           |                                                                  |
| 1908    | 1912                         | Térence Billot                  |           |                                                                  |
| 1912    | 1935                         | Henri d’Halloy d’Hocquincourt   |           |                                                                  |
| 1935    | 1977                         | Gaston Debin                    |           |                                                                  |
| 1977    | 1995                         | Robert Gérard                   | DVD       |                                                                  |
| 1995    | 2014                         | Michel Flot                     |           |                                                                  |
| 2014    | En cours (au 4 juillet 2014) | Pierre Charlet                  |           |                                                                  |

## Démographie
L'évolution du nombre d'habitants est connue à travers les recensements de la population effectués dans la commune depuis 1793. Pour les communes de moins de 10 000 habitants, une enquête de recensement portant sur toute la population est réalisée tous les cinq ans, les populations de référence des années intermédiaires étant quant à elles estimées par interpolation ou extrapolation. Pour la commune, le premier recensement exhaustif entrant dans le cadre du nouveau dispositif a été réalisé en 2007.

En 2022, la commune comptait 230 habitants, en évolution de +4,55 % par rapport à 2016 (Marne : −1,19 %, France hors Mayotte : +2,11 %).
| 1793 | 1800 | 1806 | 1821 | 1831 | 1836 | 1841 | 1846 | 1851 |
| ---- | ---- | ---- | ---- | ---- | ---- | ---- | ---- | ---- |
| 97   | 104  | 125  | 105  | 131  | 159  | 139  | 149  | 156  |

| 1856 | 1861 | 1866 | 1872 | 1876 | 1881 | 1886 | 1891 | 1896 |
| ---- | ---- | ---- | ---- | ---- | ---- | ---- | ---- | ---- |
| 141  | 136  | 150  | 144  | 165  | 143  | 131  | 135  | 128  |

| 1901 | 1906 | 1911 | 1921 | 1926 | 1931 | 1936 | 1946 | 1954 |
| ---- | ---- | ---- | ---- | ---- | ---- | ---- | ---- | ---- |
| 133  | 132  | 138  | 117  | 147  | 138  | 155  | 152  | 171  |

| 1962 | 1968 | 1975 | 1982 | 1990 | 1999 | 2006 | 2007 | 2012 |
| ---- | ---- | ---- | ---- | ---- | ---- | ---- | ---- | ---- |
| 199  | 189  | 230  | 223  | 200  | 226  | 223  | 223  | 201  |

| 2017 | 2022 | - | - | - | - | - | - | - |
| ---- | ---- | - | - | - | - | - | - | - |
| 222  | 230  | - | - | - | - | - | - | - |

## Héraldique
| Armes de Coolus | Les armes de la commune se blasonnent ainsi : d'azur à la colombe d'argent tenant en son bec un rameau d'olivier de sinople, à la champagne ondée de gueules sommée d'une divise ondée aussi d'argent, chargée de trois billettes d'or ordonnées 2 et 1. |

Le blason de Coolus rappelle les armoiries de la famille d'AOUST, ancienne famille seigneuriale de Coolus. L'ondée rappelle ici la Coole qui vient se jeter dans la Marne à Coolus.

## Lieux et monuments
- Église des XVe et XVIe siècles[34].
- Château du XVIIIe siècle détruit en 2009 par la communauté d'agglomération de Châlons-en-Champagne.

## Sources